# Real Gabinete Português de Leitura
O Real Gabinete Português de Leitura OC • MHC • MHSE • ComB é uma biblioteca e instituição cultural lusófona, localizada na rua Luís de Camões, número 30, centro do Rio de Janeiro, Brasil. Encontra-se tombado pelo Instituto Estadual do Patrimônio Cultural.

## História

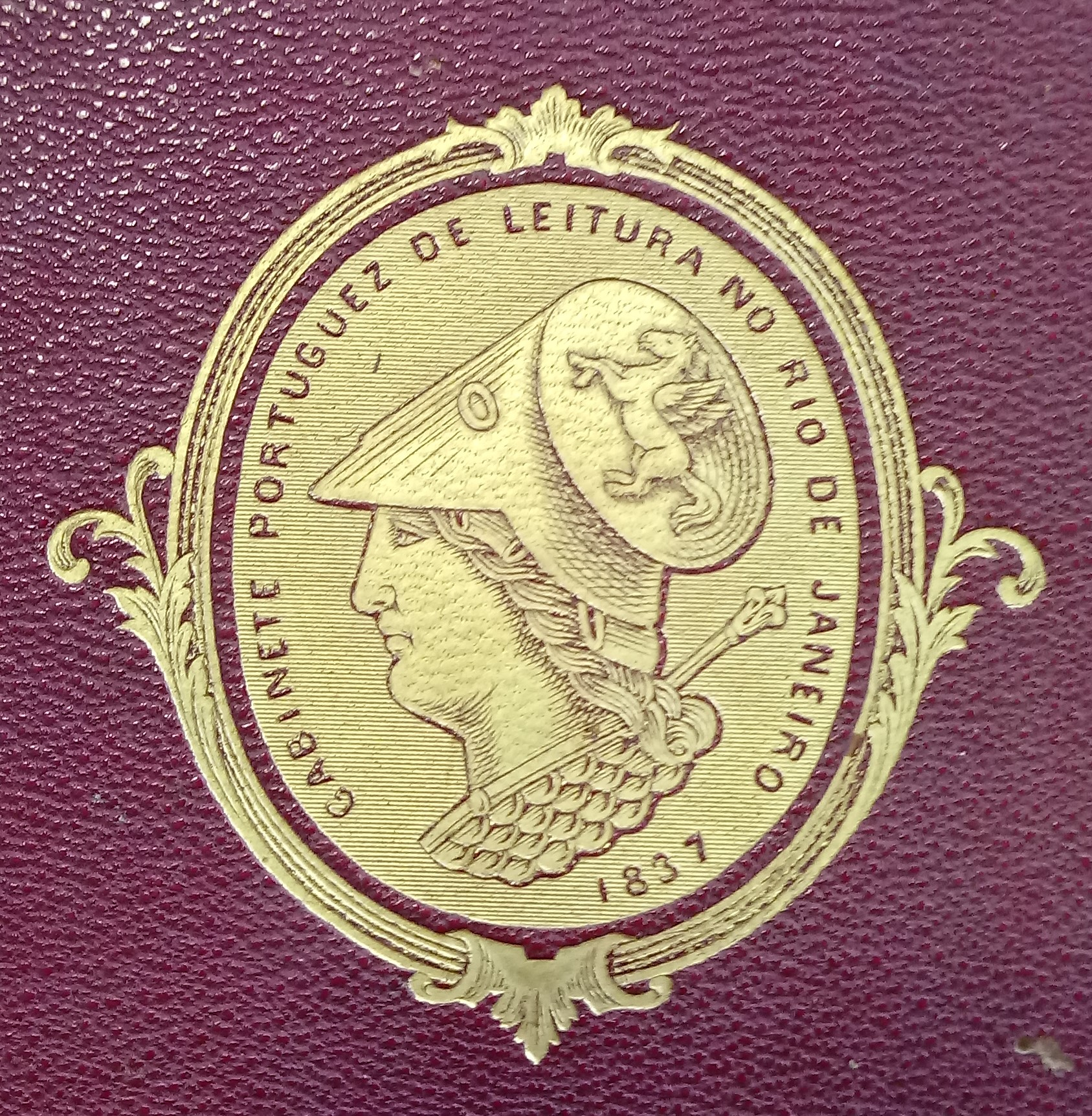
Emblema da instituição em 1880.

A instituição foi fundada em 1837 por um grupo de quarenta e três imigrantes portugueses, refugiados políticos, para promover a cultura entre a comunidade portuguesa na então capital do Império. Foi a primeira associação desta comunidade na cidade.
O edifício da atual sede, projetado pelo arquiteto português Rafael da Silva e Castro, foi erguido entre 1880 e 1887 em estilo neomanuelino. Este estilo arquitetônico evoca o exuberante estilo gótico-renascentista vigente à época dos Descobrimentos portugueses, denominado como manuelino em Portugal por haver coincidido com o reinado de D. Manuel (r. 1495–1521).
O Imperador D. Pedro II (1831–1889) lançou a pedra fundamental do edifício em 10 de junho de 1880, e sua filha, a Princesa Isabel, junto com seu marido, o Conde d'Eu, inauguraram-no em 10 de setembro de 1887.[carece de fontes?]

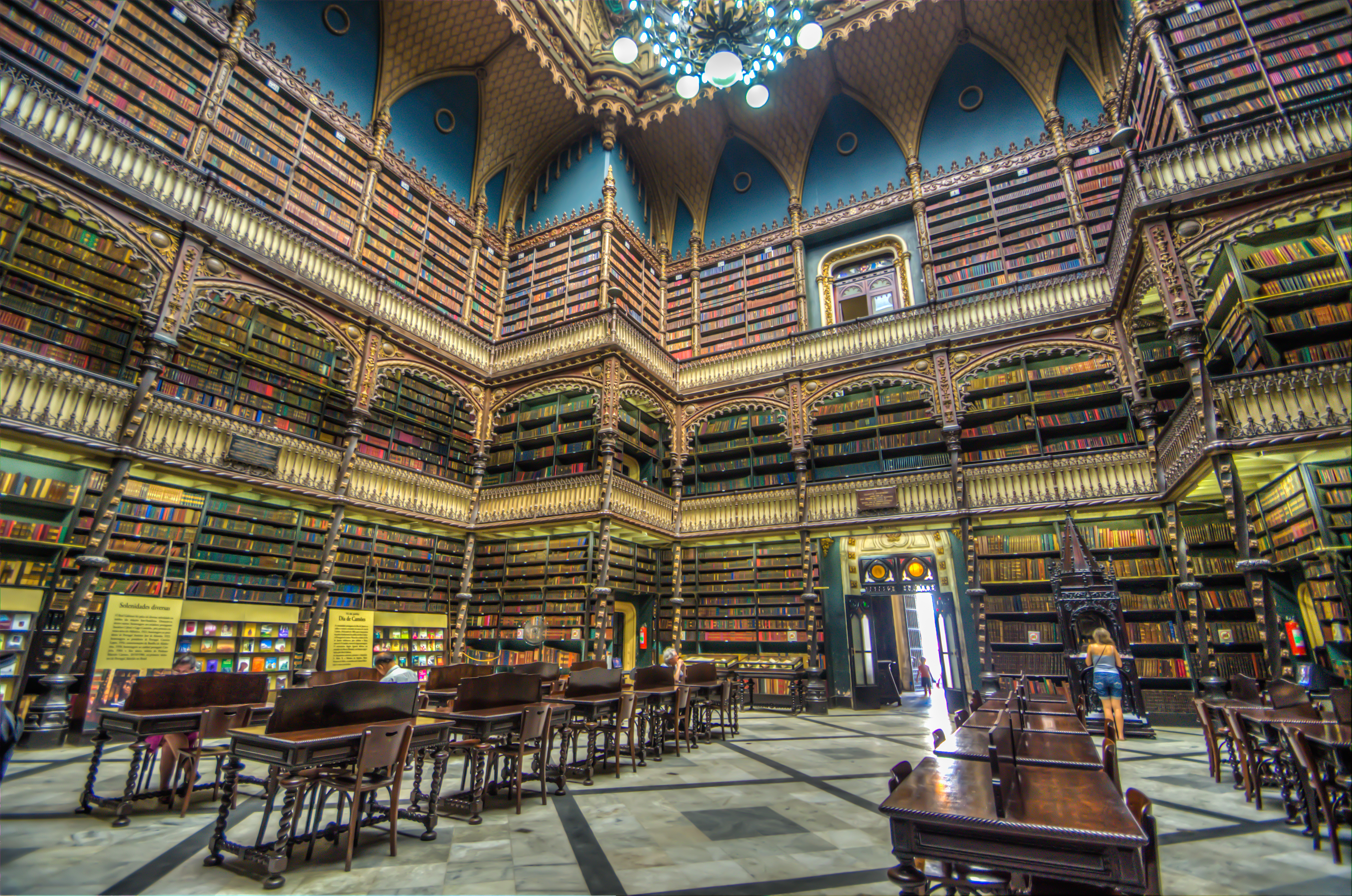
Sala de leitura

A fachada, inspirada no Mosteiro dos Jerónimos de Lisboa, foi trabalhada por Germano José Salle em pedra de lioz em Lisboa e trazida de navio para o Rio. As quatro estátuas que a adornam retratam, respectivamente, Pedro Álvares Cabral, Luís de Camões, Infante D. Henrique e Vasco da Gama. Os medalhões da fachada retratam, respectivamente, os escritores Fernão Lopes, Gil Vicente, Alexandre Herculano e Almeida Garrett.[carece de fontes?]
O interior também segue o estilo neomanuelino nas portadas, estantes de madeira para os livros e monumentos comemorativos. O teto do Salão de Leitura tem um belo candelabro e uma claraboia em estrutura de ferro, o primeiro exemplar desse tipo de arquitetura no Brasil. O salão possui também um belíssimo monumento de prata, marfim e mármore (o Altar da Pátria), de 1,7 metros de altura, que celebra a época dos descobrimentos, realizado na Casa Reis & Filhos no Porto pelo ourives António Maria Ribeiro, e adquirido em 1923 pelo Real Gabinete.[carece de fontes?]
Aberta ao público desde 1900, a biblioteca do Real Gabinete possui a maior coleção de obras portuguesas fora de Portugal. Entre os cerca de 350 000 volumes, nacionais e estrangeiros, encontram-se obras raras como um exemplar da edição "princeps" de Os Lusíadas de Camões (1572), as Ordenações de D. Manuel (1521), os Capitolos de Cortes e Leys que sobre alguns delles fizeram (1539), a Verdadeira informaçam das terras do Preste Joam, segundo vio e escreveo ho padre Francisco Alvarez (1540), um manuscrito da comédia "Tu, só tu, puro amor" de Machado de Assis, e muitas outras. Anualmente, recebe cerca de seis mil títulos de Portugal. Há também uma importante coleção de pinturas de José Malhoa, Carlos Reis, Oswaldo Teixeira, Eduardo Malta e Henrique Medina. Diariamente, recebe, em média, cento e cinquenta visitantes. Entre os seus visitantes ilustres, do passado, encontram-se os nomes de Machado de Assis, Olavo Bilac e João do Rio.[carece de fontes?]

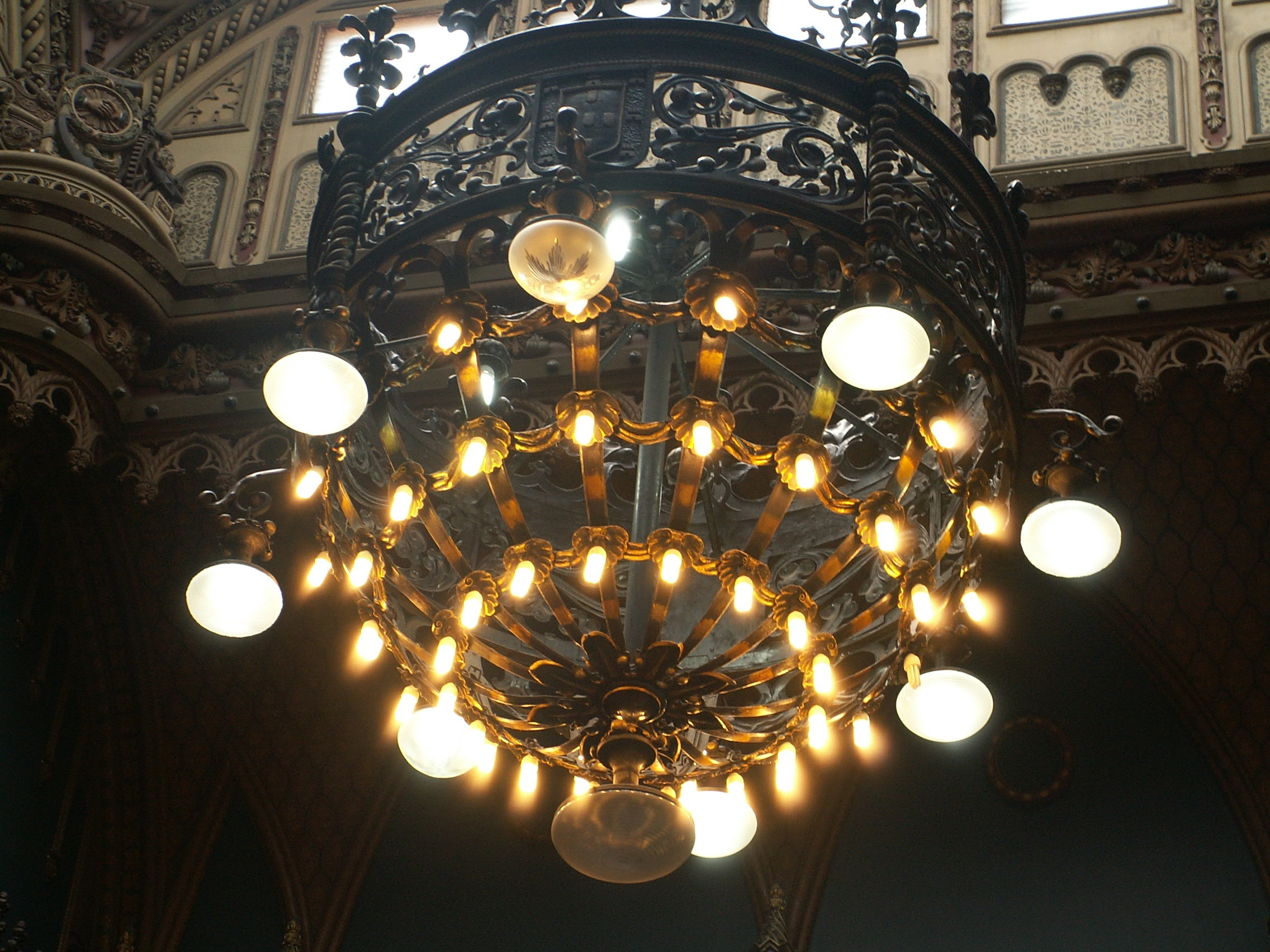
Candelabro da sala de leitura

O Real Gabinete edita a revista Convergência Lusíada (semestral) e promove cursos sobre Literatura, Língua Portuguesa, História, Antropologia e Artes, destinados principalmente a estudantes universitários.[carece de fontes?]
A história da Academia Brasileira de Letras está ligada à do Real Gabinete, uma vez que as cinco primeiras sessões solenes da Academia, sob a presidência de Machado de Assis, foram aqui realizadas.[carece de fontes?]
A 5 de julho de 1946 foi feito Oficial da Ordem Militar de Cristo, a 19 de agosto de 1947 foi feito Comendador da Ordem de Benemerência, a 9 de abril de 1981 foi elevado a Membro-Honorário da Ordem Militar de Cristo e a 13 de julho de 1990 foi feito Membro-Honorário da Ordem Militar de Sant'Iago da Espada.

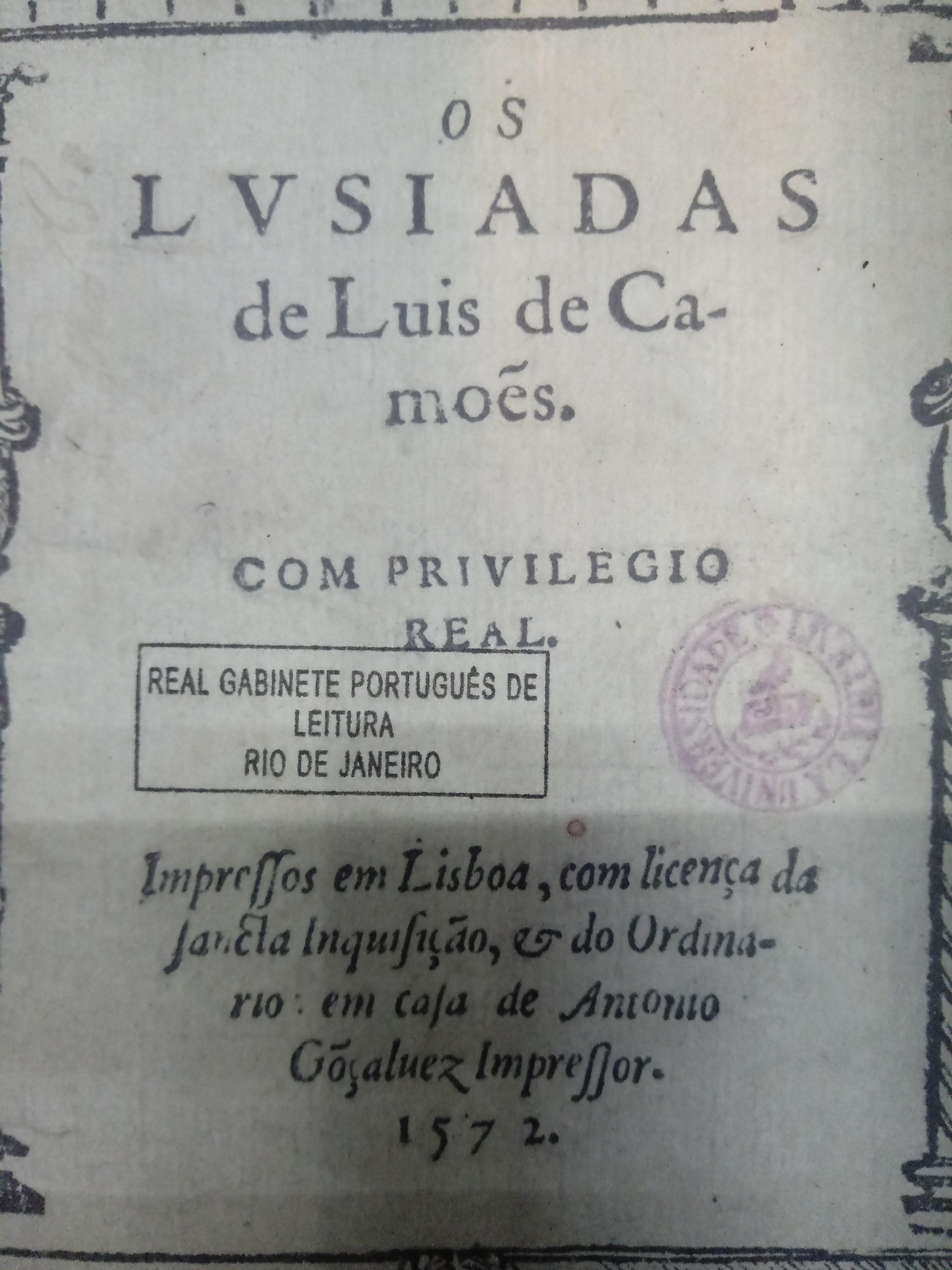
Selo do Real Gabinete em edição antiga de Os Lusíadas

Em julho de 2014 a biblioteca foi listada em 4.ª posição dentre as 20 mais lindas bibliotecas do mundo segundo a revista Time (revista). A publicação destacou sua história, arquitetura e rico acervo de obras lusófonas. 

## Na cultura popular
O prédio histórico foi utilizado como locação para filmes, telenovelas e especiais de televisão, tais como:[carece de fontes?]
- O Primo Basílio (1988), de Daniel Filho
- Os Maias (2001), de Luiz Fernando Carvalho
- O Xangô de Baker Street (2001), de Miguel Faria Jr.
- Mad Maria (2005), de Ricardo Waddington
- Vinicius (2005), de Miguel Faria Jr.